# Amarantita
La amarantita es un mineral de la clase de los minerales sulfatos. Fue descubierta en 1888 en la mina Caracoles de Sierra Gorda, en la región de Antofagasta (Chile), siendo nombrada así del griego amarantos, una imaginaria flor roja imperecedera, en alusión a su color, llamado también rojo-amaranto. Sinónimos poco usados son: castanita o paposita.

## Características químicas
Es un complejo de aniones sulfato y óxido, muy hidratado, con cationes de hierro, con estructura molecular de octaedros aislados y unidades finitas.

## Formación y yacimientos
Se forma como mineral de aparición secundaria especialmente en los climas muy áridos.
Suele encontrarse asociado a otros minerales como: hohmannita, fibroferrita, calcantita, copiapita, coquimbita o sideronatrita.